# Rue Choron
Pour les articles homonymes, voir Choron.
La rue Choron est une rue du 9e arrondissement de Paris.

## Situation et accès
Ce site est desservi par la station de métro Notre-Dame de Lorette.

## Origine du nom
Elle porte le nom du musicologue et compositeur français Alexandre-Étienne Choron (1771-1834).

## Historique

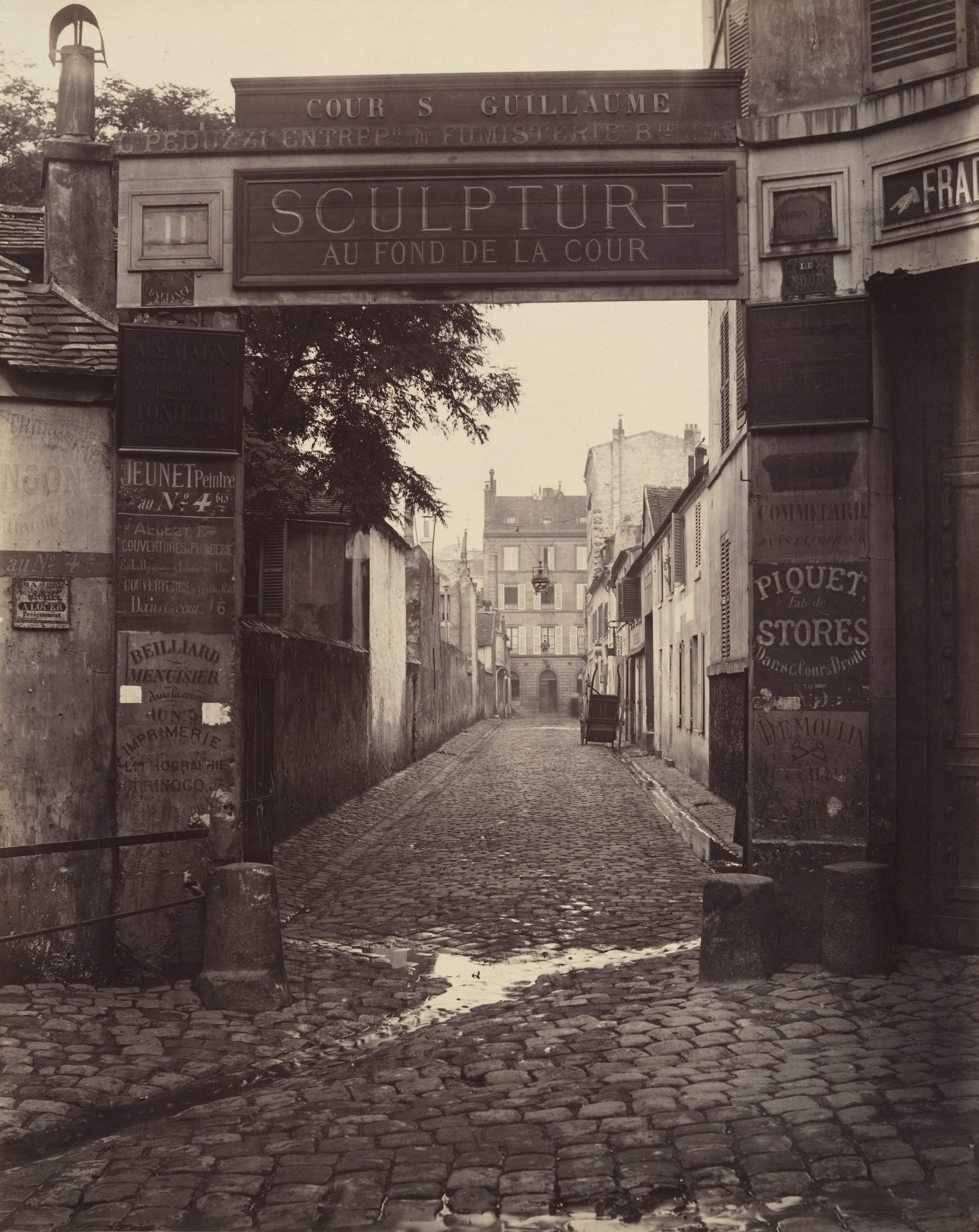
La cour Saint-Guillaume vers 1865, photographie de Charles Marville.

Elle a été ouverte en 1866 sur l’emplacement de l’ancienne cour Saint-Guillaume, et prend sa dénomination actuelle par un décret du 10 août 1868 :

Décret du 10 août 1868
« Napoléon, etc.,
sur le rapport de notre ministre secrétaire d'État au département de l'intérieur,
vu l'ordonnance du 10 juillet 1816 ;
vu les propositions de M. le préfet de la Seine ;
avons décrété et décrétons ce qui suit :
Article 5 : — Les deux voies projetées sur les terrains de l'ancien abattoir Montmartre recevront : 
la première, parallèle au boulevard Rochechouart le nom de rue Gérando ;
la deuxième, parallèle à l'avenue Trudaine, celui de rue Quesnay (cette rue ne fut pas exécutée).
Les trois voies en cours d'exécution aux abords du temple évangélique projeté, seront dénommées ainsi qu'il suit :
la première, située entre les rues de Maubeuge et des Martyrs, au sud du dit temple, prendra le nom de rue Hippolyte-Lebas ;
la deuxième, située entre les mêmes voies, au nord dudit temple, celui de rue Choron ;
la troisième, ouverte en prolongement de la voie privée dite rue Neuve-Bossuet, celui de rue Milton ;
la voie dite rue de Laval-prolongée, située entre les rues de Maubeuge et des Martyrs, recevra le nom de rue Condorcet ;
etc.
Article 17. — Notre ministre secrétaire d'État au département de l'Intérieur est chargé de l'exécution du présent décret.
Fait au palais de Fontainebleau, le 10 août 1868. »
À la suite du décret du 25 novembre 1895, elle est prolongée en 1896, sur une longueur de 41,50 m environ, jusqu’à la rue des Martyrs.

## Bâtiments remarquables et lieux de mémoire
- no 4 : 
  - premier siège du journal Hara-Kiri, jusqu'en 1968[4]. C'est du nom de cette rue que Georget Bernier tire son pseudonyme de professeur Choron[5].
  - François Cavanna raconte les débuts d’Hara-Kiri dans son livre, 4, rue Choron.
- no 20 : Georges Manzana-Pissarro avait établi son atelier.
- no 16 : Jules-Armand Hanriot, artiste peintre, graveur et illustrateur français, y est décédé le 21 mai 1930.
- La rue fait partie du cadre du roman de Georges Simenon Une vie comme neuve.